# John A. Quackenbush

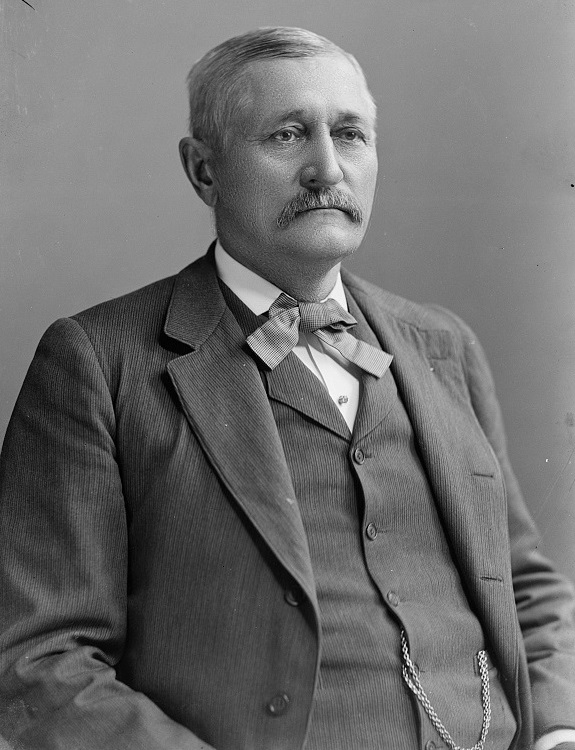
John A. Quackenbush (1891)

John Adam Quackenbush (* 15. Oktober 1828 in Schaghticoke, New York; † 11. Mai 1908 ebenda) war ein US-amerikanischer Politiker. Zwischen 1889 und 1893 vertrat er den Bundesstaat New York im US-Repräsentantenhaus.

## Werdegang
John Adam Quackenbush besuchte Bezirksschulen und die lokale Akademie in Stillwater. Dann war er in der Landwirtschaft tätig, verfolgte aber auch Bauholzgeschäfte. 1860 wurde er Supervisor in Schaghticoke – eine Stellung, die er bis 1862 innehatte. Er war 1862 Vorsitzender im Board of Supervisors von Rensselaer County. Darüber hinaus saß er 1862 in der New York State Assembly. Zwischen 1873 und 1876 war er Sheriff im Rensselaer County. Politisch gehörte er der Republikanischen Partei an.
Bei den Kongresswahlen des Jahres 1888 für den 51. Kongress wurde Quackenbush im 18. Wahlbezirk von New York in das US-Repräsentantenhaus in Washington, D.C. gewählt, wo er am 4. März 1889 die Nachfolge von Edward W. Greenman antrat. Er wurde einmal wiedergewählt. Im Jahr 1892 erlitt er bei seiner Wiederwahlkandidatur eine Niederlage und schied nach dem 3. März 1893 aus dem Kongress aus.
Nach seiner Kongresszeit war er in der Landwirtschaft tätig. Am 11. Mai 1908 starb er in Schaghticoke und wurde dort auf dem Stadtfriedhof beigesetzt.